# Artemisia abbreviata
Artemisia abbreviata là một loài thực vật có hoa trong họ Cúc. Loài này được (Krasch. ex Korobkov) Krasnob. mô tả khoa học đầu tiên năm 1998.